# UGC 1039
UGC 1039 è una galassia a spirale visibile nella costellazione di Cefeo.
Si presenta globalmente di aspetto poco compatto, il nucleo ha forma ovaleggiante, orientata da ovest ad est.
La stella più vicina sulla sua linea di vista, a portata di strumenti amatoriali, è di magnitudine 14,3 e situata a nord della galassia.